# Апостольский нунций в Чаде
Апостольский нунций в Республике Чад — дипломатический представитель Святого Престола в Чаде. Данный дипломатический пост занимает церковно-дипломатический представитель Ватикана в ранге посла. Апостольская нунциатура в Чаде была учреждена на постоянной основе 28 ноября 1988 года.
В настоящее время Апостольским нунцием в Чаде является архиепископ Джузеппе Латерца, назначенный Папой Франциском 5 января 2023 года.

## История
3 мая 1960 года, согласно бреве «Ad universae Ecclesiae» Папы Иоанна XXIII, была учреждена Апостольская делегатура Центральной и Западной Африки, обладающей юрисдикцией в отношении следующих африканских стран: Чад, Нигерия, Камерун, Габон, Республика Конго и Убанги-Шари. Резиденцией Апостольского делегата был город Лагос — в Нигерии.
3 апреля 1965 года, согласно бреве «Qui res Africanas» Папы Павла VI, была учреждена новая Апостольская делегатура Центральной Африки, с юрисдикцией в Чаде, Центральноафриканской Республике, Камеруне, Габоне и Конго. Резиденцией Апостольского делегата был город Яунде — в Камеруне.
13 декабря 1973 года была учреждена Апостольская делегатура в Чаде, согласно бреве «Quod pastorale» Папа Павла VI. Резиденцией Апостольского делегата был город Банги — в Центральноафриканской Республике.
Апостольская нунциатура в Чаде была учреждена 28 ноября 1988 года, бреве «Pro Nostro munere» Папы Иоанна Павла II. Однако апостольский нунций не имеет официальной резиденции в Чаде, в его столице Нджамене и является апостольским нунцием по совместительству, эпизодически навещая страну. Резиденцией апостольского нунция в Чаде является Банги — столица Центральноафриканской Республике.

## Апостольские нунции в Чаде

### Апостольские делегаты
- Марио Тальяферри, титулярный архиепископ Формии — (5 марта 1970 — 25 июня 1975 — назначен апостольским пронунцием на Кубе);
- Ориано Куиличи, титулярный архиепископ Таблы — (13 ноября 1975 — 26 июня 1981 — назначен апостольским нунцием в Гватемале);
- Джон Булайтис, титулярный архиепископ Нароны — (21 ноября 1981 — 11 июля 1987 — назначен апостольским пронунцием в Иране);
- Беньямино Стелла, титулярный архиепископ Мидилы — (7 ноября 1987 — 28 ноября 1988 — назначен апостольским пронунцием).

### Апостольские пронунции
- Беньямино Стелла, титулярный архиепископ Мидилы — (28 ноября 1988 — 15 декабря 1992 — назначен апостольским нунцием на Кубе).

### Апостольские нунции
- Диего Каузеро, титулярный архиепископ Меты — (15 декабря 1992 — 31 марта 1999 —  назначен апостольским нунцием в Сирии);
- Джозеф Ченнот, титулярный архиепископ Милеви — (24 августа 1999 — 15 июня 2005 —  назначен апостольским нунцием в Танзании);
- Пётр Нгуен Ван Тот, титулярный архиепископ Рустицианы — (24 августа 2005 — 13 мая 2008 — назначен апостольским нунцием в Коста-Рике);
- Иуда Фаддей Около, титулярный архиепископ Новицы — (2 августа 2008 — 7 октября 2013 — назначен апостольским нунцием в Доминиканской Республике и апостольским делегатом в Пуэрто-Рико);
- Франко Коппола, титулярный архиепископ Винды — (2 апреля 2014 — 9 июля 2016 — назначен апостольским нунцием в Мексике);
- Сантьяго Де Вит Гусман, титулярный архиепископ Габалы — (25 марта 2017 — 30 июля 2022 — назначен апостольским нунцием в Тринидаде и Тобаго);
- Джузеппе Латерца, титулярный архиепископ Вартаны — (5 января 2023 — по настоящее время).